# Pseudoromicia tenuipinnis
Pseudoromicia tenuipinnis is een zoogdier uit de familie van de gladneuzen (Vespertilionidae). De wetenschappelijke naam van de soort werd voor het eerst geldig gepubliceerd door Peters in 1872.

## Voorkomen
De soort komt voor in Angola, Burundi, Kameroen, de Centraal-Afrikaanse Republiek, Congo-Brazzaville, Congo-Kinshasa, Ivoorkust, Equatoriaal-Guinea, Ethiopië, Gabon, Gambia, Ghana, Guinee, Guinee-Bissau, Kenia, Liberia, Nigeria, Rwanda, Senegal, Sierra Leone, Tanzania, Togo en Oeganda.